# Unione Sportiva Bagnolese 1930-1931
Questa pagina raccoglie i dati riguardanti l'Unione Sportiva Bagnolese nelle competizioni ufficiali della stagione 1930-1931.

## Divise
| Casa | Trasferta |

## Rosa
| N. |                   | Ruolo | Calciatore      |
| -- | ----------------- | ----- | --------------- |
|    | Italia (bandiera) | D     | Matteo Apicella |
|    | Italia (bandiera) | D     | Barosi          |
|    | Italia (bandiera) | A     | Antonio Borla   |
|    | Italia (bandiera) | D     | Gennaro Cassese |
|    | Italia (bandiera) | C     | Guglielmo Glovi |
|    | Italia (bandiera) | D     | Edmondo Guitto  |

| N. |                   | Ruolo | Calciatore      |
| -- | ----------------- | ----- | --------------- |
|    | Italia (bandiera) | C     | Ercole Invorio  |
|    | Italia (bandiera) | C     | Giovanni Isacco |
|    | Italia (bandiera) | D     | Motta           |
|    | Italia (bandiera) | D     | Alfredo Pollice |
|    | Italia (bandiera) | A     | Giorgio Vargiù  |
|    | Italia (bandiera) | D     | Aniello Zito    |